# Байталюк, Ольга Алексеевна
О́льга Алексе́евна Байталю́к (в девичестве Колко́ва; род. 29 мая 1955, Шумилино, Витебская область) — советская гребчиха, выступала за сборную СССР по академической гребле в середине 1970-х годов. Серебряная призёрша летних Олимпийских игр в Монреале, многократная чемпионка республиканских и всесоюзных регат. На соревнованиях представляла спортивное общество «Динамо», мастер спорта международного класса.

## Биография
Ольга Колкова родилась 29 мая 1955 года в городском посёлке Шумилино Витебской области Белорусской ССР. Училась в местной средней общеобразовательной школе № 1. Активно заниматься академической греблей начала в раннем детстве, состояла в киевском добровольном спортивном обществе «Динамо».
Первого серьёзного успеха добилась в 1975 году, став чемпионкой СССР в распашных восьмёрках с рулевой. Год спустя повторила это достижение, благодаря череде удачных выступлений попала в основной состав советской национальной сборной и удостоилась права защищать честь страны на летних Олимпийских играх в Монреале — в составе распашного восьмиместного экипажа, куда также вошли гребчихи Ольга Гузенко, Надежда Рощина, Клавдия Коженкова, Любовь Талалаева, Елена Зубко, Нелли Тараканова, Надежда Розгон и рулевая Ольга Пуговская, завоевала медаль серебряного достоинства, уступив в финале лишь команде из ГДР.
Имеет два высших образования, окончила Киевский государственный институт физической культуры и в 1981 году Киевский институт народного хозяйства им. Д. С. Коротченко (ныне Киевский национальный экономический университет имени Вадима Гетьмана), где обучалась на факультете информационных систем и технологий. После завершения карьеры спортсменки работала тренером-преподавателем. За выдающиеся спортивные достижения удостоена почётного звания «Мастер спорта СССР международного класса». В настоящее время вместе с семьёй проживает в Киеве.